# Mushond Lee
Mushound Lee (Trenton (New Jersey), 17 september 1967) is een Amerikaanse acteur.

## Carrière
Lee begon in 1989 met acteren met de film Lean On Me. Hierna heeft hij nog meerdere rollen gespeeld in films en televisieseries zoals The Cosby Show (1990-1991), Sunset Beach (1997), Conspiracy Theory (1997), Charlie's Angels: Full Throttle (2003) en 2001 Maniacs (2005).

## Filmografie

### Films
Uitgezonderd korte films.
- 2010 Perfect Combination – als ober
- 2005 2001 Maniacs – als Malcolm
- 2003 Charlie's Angels: Full Throttle – als FBI agent
- 2003 With or Without You – als Robert Hightower
- 2002 Love and a Bullet – als Nate
- 2001 James Dean – als Billy
- 2000 The Pinston Café – als Duane
- 1999 The '60s – als Heuy Newton
- 1998 Blade Squad – als Jonesy
- 1997 Conspiracy Theory – als afgestudeerde
- 1997 Behind Enemy Lines – als Luther
- 1995 P.C.H. – als Joe
- 1994 Helicopter – als Helicopter
- 1993 Street Knight – als Joker
- 1989 Lean On Me – als Richard Armand

### Televisieseries
Uitgezonderd eenmalige gastrollen.
- 1997 Sunset Beach – als JoJo – 8 afl.
- 1990 – 1991 The Cosby Show – als Slide – 4 afl.